# Pescara
Pescara város (közigazgatásilag comune) Olaszország Abruzzo régiójában, Pescara megyében. A régió legnépesebb városa.

## Fekvése
A város az Aterno-Pescara folyó völgyében fekszik. 1926-ban, a folyó déli partján fekvő Pescara és az északi partján fekvő Castellamare Adriatico városa egyesítésével jött létre.

## Története
A város története a rómaiak idejére nyúlik vissza, amikor Aeternum néven fontos kereskedelmi központ volt a Via Claudia Valeria és Via Tiburtina utak mentén. Az ókori város volt a Róma és a keleti provinciák közötti kereskedelem egyik fontos állomása. Legjelentősebb templomában Jupitert tisztelték (Jovis Aternium).
A Nyugatrómai Birodalom bukása után, 597-ben az Észak-Itáliából érkező longobárdok elpusztították, a város püspökét, amiternói (aquilai) Szent Cet(t)eust (ma a város védőszentje) pedig egy hídról a folyóba vetették, mivel meggyanúsították, hogy a bizánciakkal szövetkezett. Búcsúját október 10-én ünneplik.
A város hamar újjáépült és 1095-ben ismét a vidék leggazdagabb és legszebb városa volt. 1140-ben a normannok elfoglalták és a Szicíliai Királysághoz csatolták. Ebből az időszakból származik a város mai neve Piscaria, amelynek jelentése halban gazdag.
A középkor során nemesi családok, illetve nápolyi királyok birtoka volt. A 15. században a várost többször is megostromolták a velenceiek, ennek hatására a nápolyi királyok megerősíttették falait és kiépíttették erődjét. 1566-ban 105 török hadihajó ostromolta, de a város sikeresen ellenállt.
1799-ben a város lakossága csatlakozott a tiszavirág-életű Parthenopéi Köztársasághoz. 1815-ben, a nápolyi trónra a Bourbon-ház-béli királyok visszatérését követően Pescara városában működött a királyság egyik leghíresebb börtöne, ahol a király ellen lázadó politikai foglyokat őrizték.
1853-ban a városban súlyos árvíz pusztított, amelynek során számos értékes középkori műemlék épület elpusztult. 1860-ban Giuseppe Garibaldi csapatai elfoglalták és az egyesült Olasz Királysághoz csatolták. Hét évvel később erődjét elbontották.
A második világháború során sorozatos angolszász bombatámadások érték. Újjáépítése során Olaszország egyik legmodernebb városa lett

## Főbb látnivalói

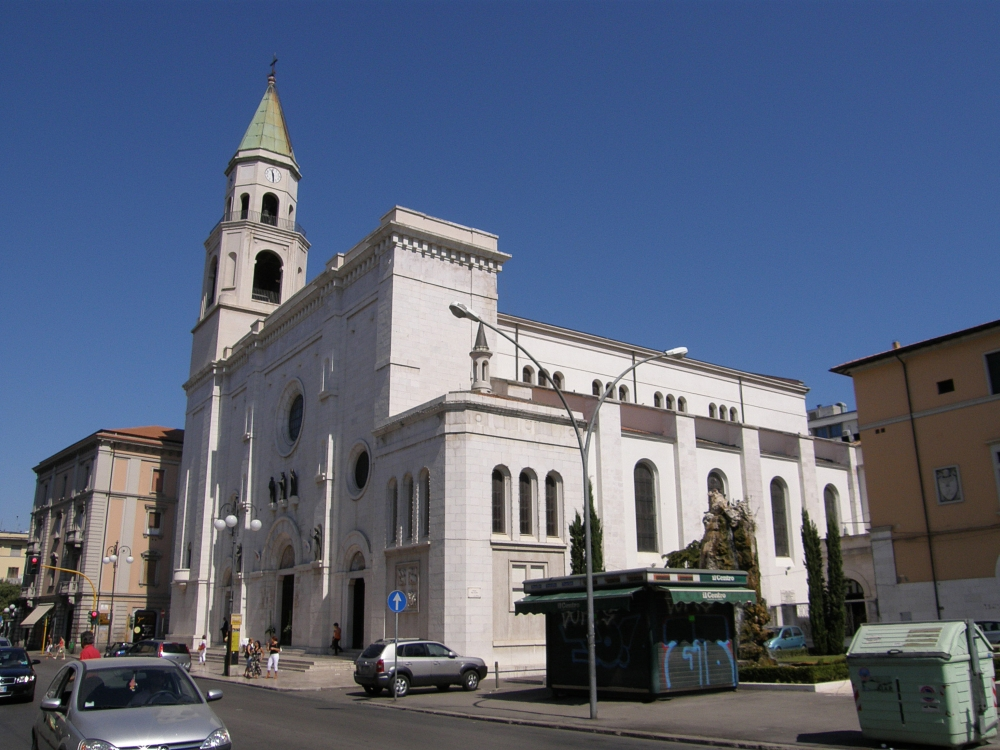
A Szent Cetteus-katedrális

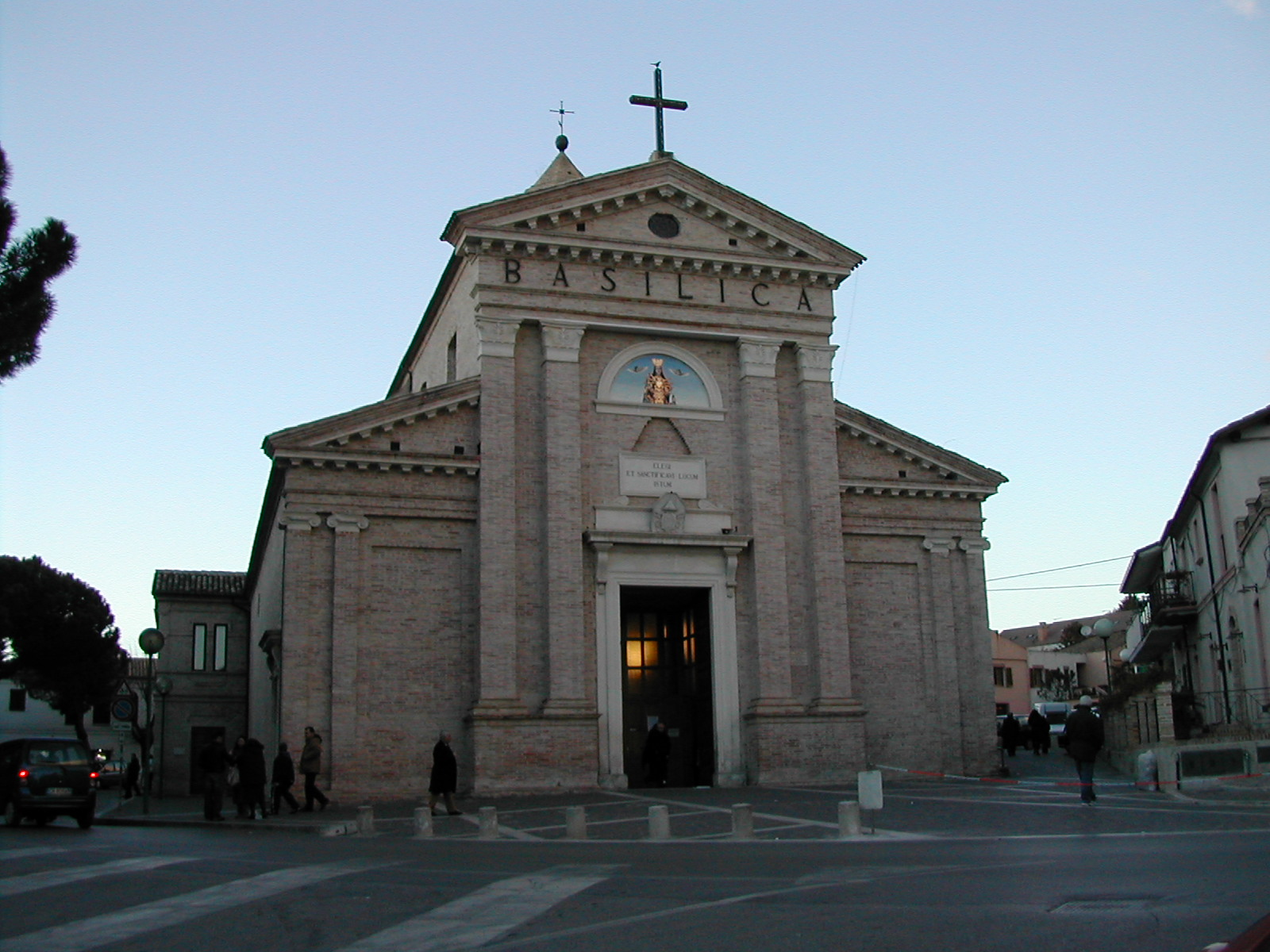
A Hétfájdalmú Szűzanya-bazilika

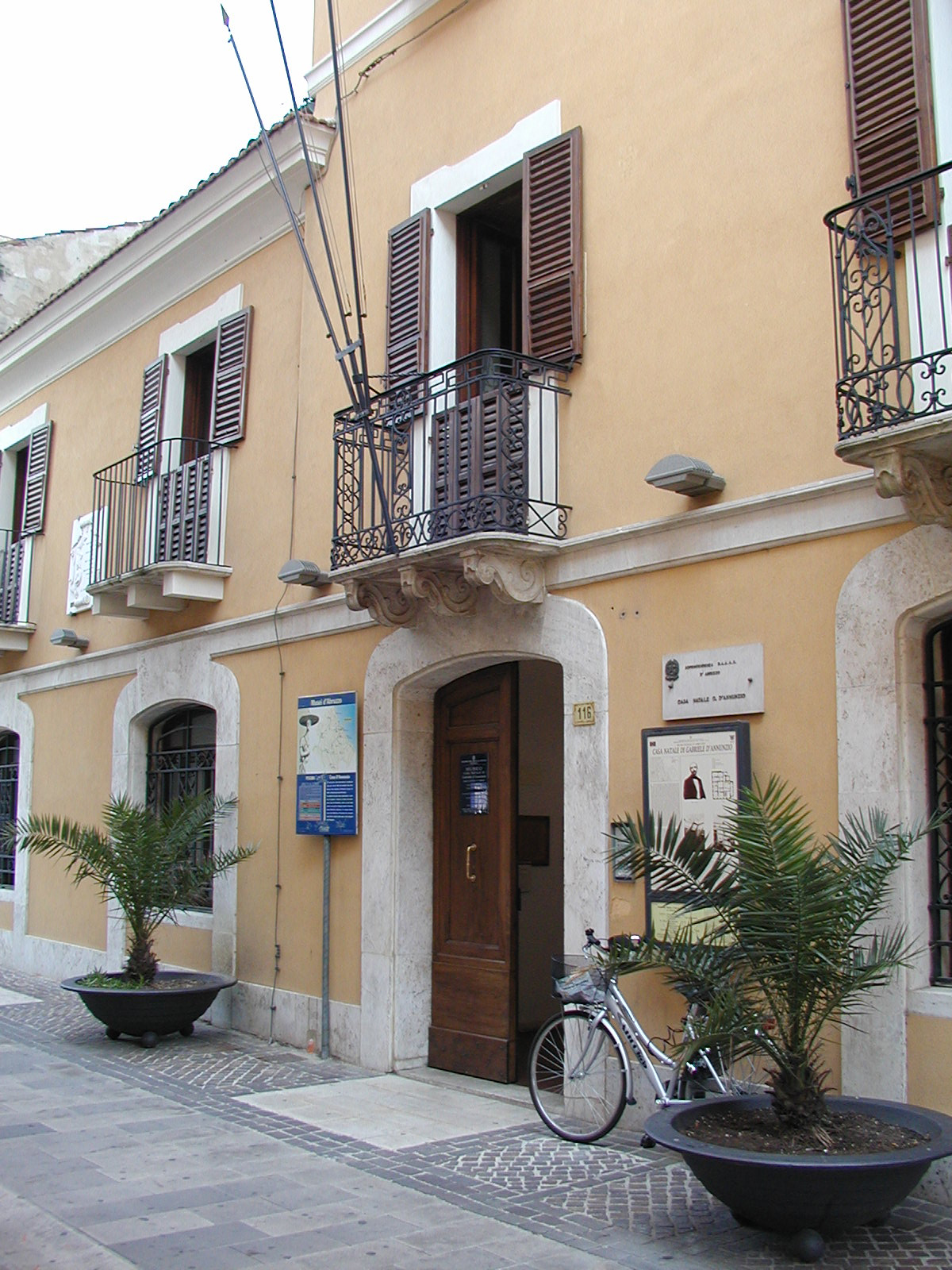
Gabriele D’Annunzio szülőháza

- a várost körülölelő középkori falrendszer
- Gabriele D’Annunzio szülőháza
- Palazzo del Governo – egykori nemesi palota, ma a több mint 600 000 kötetet birtokló városi könyvtár székhelye
- Szent Cetteus-katedrális – a 17. században épült. Legértékesebb kincse egy Guercino-freskó
- Hétfájdalmú Szűzanya-bazilika – 1757-ben épült neoklasszicista stílusban
- Museo degli Genti D’Abruzzo -  a régió kultúráját és hagyományait bemutató gyűjtemény.

## Gazdaság
Pescara Abruzzo legjelentősebb városa: ipari központ és egyben üdülőváros az Adriai-tenger partján, több mint 20 kilométer hosszú partszakaszával. Pescara és Chieti városa között húzódik Abruzzo ipari magja.

## Közlekedés
1929 és 1963 között a településnek vasútállomása volt.

## Oktatás
A város felsőoktatási intézménye a Gabriele D’Annunzio Egyetem.

## Híres pescaraiak
- Gabriele D’Annunzio (1863–1938), költő és politikus
- Luis César Amadori (1903–1977), argentin filmrendező, forgatókönyvíró
- Alessandro Cicognini (1906–1995), zeneszerző
- Ennio Flaiano (1910–1972), író
- Giulia Rubini (* 1935), színésznő
- Floria Sigismondi (* 1965), rendező
- Ildebrando D’Arcangelo (* 1969), operaénekes
- Jarno Trulli (* 1974), autóversenyző
- Giada Colagrande (* 1975), színésznő és filmrendező
- Marco Verratti (* 1992), olasz válogatott labdarúgó
- Ruggero Pasquarelli (* 1993) énekes, színész
- Francesco Di Fulvio (* 1993) olimpiai bronzérmes vízilabdázó